# Sigmar Bortenschlager
Sigmar Bortenschlager (* 30. März 1940 in Admont, Steiermark) ist ein österreichischer Paläobotaniker. 

## Leben
Bortenschlager wuchs in Wels in Oberösterreich auf. Sein Vater war Wilhelm Bortenschlager (1911–2000), Autor einer mehrbändigen Literaturgeschichte sowie Deutsch- und Lateinlehrer an einer AHS in Wels.
Nach der Matura 1958 studierte er an der Universität Innsbruck, wo er 1965 im Fach Botanik mit einer pollenanalytischen Arbeit zum Dr. phil. promoviert wurde und habilitierte sich dort 1974 für das Fachgebiet Botanische Systematik mit besonderer Berücksichtigung der Palynologie. 1976 wurde er außerordentlicher Professor für Paläobotanik und Leiter der Abteilung Palynologie an der Universität Innsbruck. 1978 wurde er zum Vorstand des Instituts für Botanik und zum Direktor des Botanischen Gartens gewählt (bis 2007). 1991 wurde er ordentlicher Professor. Von 1995 bis 1999 war er Dekan der Naturwissenschaftlichen Fakultät der Universitat Innsbruck. Von 1996 bis 2008 war er Mitglied des Universitätssenates.
Bortenschlager war auch als Leiter des 1977 gegründeten Pollenwarndienstes des Landes Tirol tätig. 
2007 wurde er emeritiert.

## Forschungsschwerpunkt
Seine Hauptarbeitsgebiete sind Vegetationsgeschichte und Palynologie.

## Veröffentlichungen (Auswahl)
- mit Helmut Schmidt: Luftverunreinigung und Flechtenverbreitung in Linz. In: Berichte des naturwissenschaftlichen-medizinischen Verein Innsbruck. 53, 1963, S. 23–27 (zobodat.at [PDF; 493 kB]).
- mit Helmut Schmidt: Untersuchung über die Epixyle Flechtenvegetation im Grossraum Linz. In: Naturkundliches Jahrbuch der Stadt Linz. 9, Linz 1963, S. 19–36 (zobodat.at [PDF; 7,2 MB]).
- Pollenanalytische Untersuchung des Dobramoores in Kärnten. In: Carinthia II. 156_76, 1966, S. 59–74 (zobodat.at [PDF; 2,4 MB]).
- Pollenanalytische Untersuchung des Seemooses im Lungau. In: Verhandlungen der Zoologisch-Botanischen Gesellschaft in Wien. 107, 1967, S. 57–74 (zobodat.at [PDF; 3,2 MB]).
- Pollenanalyse des Gletschereises – grundlegende Fragen zur Pollenanalyse überhaupt. In: Berichte der Deutschen Botanischen Gesellschaft. 81, 1968, S. 491–497.
- Pollenanalytische Untersuchung des Tannermooses im Mühlviertel, Oberösterreich. In: Jahrbuch des Oberösterreichischen Musealvereines. 114a, Linz 1969, S. 261–272 (zobodat.at [PDF; 2,6 MB]).
- Flechtenverbreitung und Luftverunreinigung in Wels. In: Naturkundliches Jahrbuch der Stadt Linz. 15, Linz 1969, S. 207–212 (zobodat.at [PDF; 551 kB]).
- mit Hans Eisner, Walter Ambach: Vergleich von Pollenspektren im Akkumulationsgebiet des Kesselwandferners (Ötztaler Alpen). In: Berichte des naturwissenschaftlichen-medizinischen Verein Innsbruck 58. 1970, S. 125–129 (zobodat.at [PDF; 402 kB]).
- mit Inez Bortenschlager: Pollenanalytische Untersuchung am Bänderton von Baumkirchen (Inntal) Tirol. In: Zeitschrift für Gletscherkunde und Glazialgeologie. 14, 1978, S. 95–103.
- mit Peter Simonsberger, Alois Auinger, J. Blaha: Pollenmorphology of the Achatocarpaceae (Centrospermae). In: Berichte des naturwissenschaftlichen-medizinischen Verein Innsbruck. 59, 1980, S. 7–13 (zobodat.at [PDF; 1,9 MB]).
- mit Jutta Weirich: Beiträge zur Vegetationsgeschichte Tirols III: Stubaier Alpen – Zillertaler Alpen. In: Berichte des naturwissenschaftlichen-medizinischen Verein Innsbruck. 67, 1980, S. 7–30 (zobodat.at [PDF; 1,5 MB]).
- mit Inez Bortenschlager: Pollenanalytischer Nachweis früher menschlicher Tätigkeit in Tirol. In: Veröffentlichungen des Tiroler Landesmuseums Ferdinandeum. 61, 1981, S. 5–12 (zobodat.at [PDF; 6,9 MB]).
- Beiträge zur Vegetationsgeschichte Tirols I. Inneres Ötztal und unteres Inntal. In: Berichte des naturwissenschaftlichen-medizinischen Verein Innsbruck. 71, 1984, S. 19–56 (zobodat.at [PDF; 3,6 MB]).
- mit Inez Bortenschlager: Pollenflug in Innsbruck 1977-1983 (Tirol, Österreich) medizinische Bedeutung. In: Berichte des naturwissenschaftlichen-medizinischen Verein Innsbruck. 71, 1984, S. 213–240 (zobodat.at [PDF; 1,2 MB]).
- mit Inez Bortenschlager: Pollenflug in Tirol (Österreich): Innsbruck 1984, Imst 1979-1984, Wörgl 1980-1984. In: Berichte des naturwissenschaftlichen-medizinischen Verein Innsbruck. 72, 1985, S. 65–99 (zobodat.at [PDF; 1,2 MB]).
- mit Inez Bortenschlager: Pollenflug in Tirol (Österreich): Obergurgl 1981-1985, Galtür 1983-1984, Imst und Wörgl 1985. In: Berichte des naturwissenschaftlichen-medizinischen Verein Innsbruck. 73, 1986, S. 47–69 (zobodat.at [PDF; 937 kB]).
- mit Heinz Hüttemann: Beiträge zur Vegetationsgeschichte Tirols VI: Riesengebirge, Hohe Tatra -Zillertal, Kühtai. Ein Vergleich der postglazialen Vegetationsentwicklung und Waldgrenzschwankungen. In: Berichte des naturwissenschaftlichen-medizinischen Verein Innsbruck. 74, 1987, S. 81–112 (zobodat.at [PDF; 2,2 MB])
- mit Inez Bortenschlager: Pollenflug in Tirol (Austria) Galtür, Imst, Innsbruck, Obergurgl und Wörgl. In: Berichte des naturwissenschaftlichen-medizinischen Verein Innsbruck. 74, 1987, S. 49–59 (zobodat.at [PDF; 571 kB]).
- Erste pollenanalytische Untersuchungen bei Kazbegi im Zentralkaukasus. In: Sitzungsberichte der Akademie der Wissenschaften mathematisch-naturwissenschaftliche Klasse. 196, 1987, S. 11–15 (zobodat.at [PDF; 2,3 MB]).
- mit Inez Bortenschlager: Pollenflug 1987 in Tirol (Austria) Galtür, Innsbruck, Obergurgl, Wörgl und Zams. In: Berichte des naturwissenschaftlichen-medizinischen Verein Innsbruck. 75, 1987, S. 69–80 (zobodat.at [PDF; 642 kB]).
- mit Roland Schmidt, Adolf Fritz, Ute Ehmer-Künkele, Inez Bortenschlager, Michael Ebner, Alexander Frank, Siegfried Jäger: Pollenflug in Österreich. In: Berichte des naturwissenschaftlichen-medizinischen Verein Innsbruck. S4, 1988, S. 1–71 (zobodat.at [PDF; 20,6 MB]).
- mit Roland Schmidt, Adolf Fritz, Ursula Brosch, Ute Ehmer-Künkele, Inez Bortenschlager, Siegfried Jäger, Manfred Bobek, Margit Cerny: Pollensaison 1988 in Österreich. In:  Berichte des naturwissenschaftlichen-medizinischen Verein Innsbruck. S5, 1989, S. 1–92 (zobodat.at [PDF; 2,7 MB]).
- mit Roland Schmidt, Ruth Drescher-Schneider, Adolf Fritz, Ursula Brosch, Ute Ehmer-Künkele, Inez Bortenschlager, Siegfried Jäger, Manfred Bobek, Margit Cerny: Pollenflugsaison 1989 in Österreich. In: Berichte des naturwissenschaftlichen-medizinischen Verein Innsbruck. S7, 1990, S. 1–91 (zobodat.at [PDF; 2,9 MB]).
- mit Roland Schmidt, Ruth Drescher-Schneider, Adolf Fritz, Ursula Brosch, Ute Ehmer-Künkele, Inez Bortenschlager, Siegfried Jäger, Manfred Bobek, Margit Cerny: Pollensaison 1990 in Österreich. In: Berichte des naturwissenschaftlichen-medizinischen Verein Innsbruck. S8, 1991, S. 1–95 (zobodat.at [PDF; 3,2 MB]).
- mit Inez Bortenschlager: Pollenflug 1991 in Tirol (Austria) Galtür, Innsbruck, Obergurgl, Reutte, Wörgl und Zams. In: Berichte des naturwissenschaftlichen-medizinischen Verein Innsbruck. 79, 1992, S. 123–143 (zobodat.at [PDF]).
- mit Inez Bortenschlager: Pollenflug 1992 in Tirol Tirol (Austria) Galtür, Innsbruck, Kühtai, Obergurgl, Reutte, Wörgl und Zams. In: Berichte des naturwissenschaftlichen-medizinischen Verein Innsbruck. 80, 1993, S. 97–119 (zobodat.at [PDF; 946 kB]).
- mit Inez Bortenschlager: Pollenflug 1993 in Tirol (Österreich) Galtür, Innsbruck, Obergurgl, Reutte, Wörgl und Zams. In: Berichte des naturwissenschaftlichen-medizinischen Verein Innsbruck. 81, 1994, S. 33–50 (zobodat.at [PDF; 1,5 MB]).
- mit Kurt A. Nicolussi: CO2-Anstieg und Jahrringbreitentrends bei Pinus cembra in den westlichen Zentralalpen Tirols (Österreich). In: Berichte des naturwissenschaftlichen-medizinischen Verein Innsbruck. 82, 1995, S. 61–77 (zobodat.at [PDF; 1,3 MB]).
- mit Inez Bortenschlager: Pollenflug 1994 in Tirol (Österreich) Galtür, Innsbruck, Lienz, Obergurgl, Reutte, Wörgl und Zams. In: Berichte des naturwissenschaftlichen-medizinischen Verein Innsbruck. 82, 1995, S. 39–60 (zobodat.at [PDF; 1,1 MB]).
- mit Inez Bortenschlager: Pollenflug 1995 in Tirol (Österreich) Galtür, Innsbruck, Lienz, Obergurgl, Reutte, Wörgl und Zams. In: Berichte des naturwissenschaftlichen-medizinischen Verein Innsbruck. 83, 1996, S. 71–92 (zobodat.at [PDF; 1,1 MB]).
- mit Dirk Lederbogen: Biotopkartierung Tirol: Stand und Methodik. In: Sauteria. Schriftenreihe für systematische Botanik, Floristik und Geobotanik. 8, 1996, S. 147–155 (zobodat.at [PDF; 2,9 MB])
- mit Inez Bortenschlager: Pollenflug 1996 in Tirol (Österreich) Galtür, Innsbruck, Lienz, Obergurgl, Reutte, Wörgl und Zams. In: Berichte des naturwissenschaftlichen-medizinischen Verein Innsbruck. 84, 1997, S. 53–74 (zobodat.at [PDF; 1,1 MB]).
- mit Inez Bortenschlager: Pollenflug 1997 in Tirol (Österreich) Galtür, Innsbruck, Lienz, Obergurgl, Reutte, Wörgl und Zams. In: Berichte des naturwissenschaftlichen-medizinischen Verein Innsbruck. 85, 1998, S. 67–88 (zobodat.at [PDF; 1,4 MB]).
- mit Inez Bortenschlager: Pollenflug 1998 in Tirol (Österreich) Galtür, Innsbruck, Lienz, Obergurgl, Reutte, Wörgl und Zams. In: Berichte des naturwissenschaftlichen-medizinischen Verein Innsbruck. 86, 1999, S. 39–60 (zobodat.at [PDF; 805 kB]).
- mit Inez Bortenschlager: Pollenflug 1999 in Tirol (Österreich) Innsbruck, Lienz, Obergurgl, Reutte, Wörgl und Zams. In: Berichte des naturwissenschaftlichen-medizinischen Verein Innsbruck. 87, 2000, S. 93–112 (zobodat.at [PDF; 987 kB]).
- mit Inez Bortenschlager: Pollenflug 2000 in Tirol (Österreich) Galtür, Innsbruck, Lienz, Obergurgl, Reutte, St. Sigmund, Wörgl und Zams. In: Berichte des naturwissenschaftlichen-medizinischen Verein Innsbruck. 88, 2001, S. 29–55 (zobodat.at [PDF; 1,2 MB]).
- mit Inez Bortenschlager: Pollenflug 2001 in Tirol (Österreich) Galtür, Innsbruck, Jungholz, Lienz, Obergurgl, Reutte, St. Jakob,St. Sigmund, Wörgl und Zams. In: Berichte des naturwissenschaftlichen-medizinischen Verein Innsbruck. 89, 2002, S. 17–48 (zobodat.at [PDF; 3,8 MB]).
- mit Inez Bortenschlager: Pollenflug 2001 in Tirol (Österreich) Galtür, Innsbruck, Jungholz, Lienz, Obergurgl, Reutte, St. Jakob,St. Sigmund, Wörgl und Zams. In: Berichte des naturwissenschaftlichen-medizinischen Verein Innsbruck. 89, 2002, S. 17–48 (zobodat.at [PDF; 3,8 MB]).
- mit Inez Bortenschlager: Änderung des Pollenflugs durch die Klimaerwärmung – Vergleichende Untersuchung Innsbruck/Obergurgl über den Zeitraum 1980–2001. In: Berichte des naturwissenschaftlichen-medizinischen Verein Innsbruck. 90, 2003, S. 41–60 (zobodat.at [PDF; 1,5 MB]).
- mit Inez Bortenschlager: Pollenflug 2002 in Tirol (Österreich) Galtür, Innsbruck, Lienz, Obergurgl, Reutte, Wörgl und Zams. In: Berichte des naturwissenschaftlichen-medizinischen Verein Innsbruck. 90, 2003, S. 17–39 (zobodat.at [PDF; 1,1 MB]).
- mit Inez Bortenschlager: Pollenflug 2003 in Tirol (Österreich) Galtür, Innsbruck, Lienz, Obergurgl, Reutte, Wörgl und Zams. In: Berichte des naturwissenschaftlichen-medizinischen Verein Innsbruck. 91, 2004, S. 43–65 (zobodat.at [PDF; 1,5 MB]).
- mit Inez Bortenschlager: Pollenflug 2004 in Tirol (Österreich) Galtür, Innsbruck, Lienz, Obergurgl, Reutte, Wörgl und Zams. In: Berichte des naturwissenschaftlichen-medizinischen Verein Innsbruck. 92, 2005, S. 7–29 (zobodat.at [PDF; 1,8 MB]).
- mit Inez Bortenschlager: Pollenflug 2005 in Tirol (Österreich) Galtür, Innsbruck, Lienz, Obergurgl, Reutte, Wörgl und Zams. In: Berichte des naturwissenschaftlichen-medizinischen Verein Innsbruck. 93, 2006, S. 7–29 (zobodat.at [PDF; 664 kB]).
- mit Inez Bortenschlager: Pollenflug 2006 in Tirol (Österreich): Galtür, Innsbruck, Lienz, Obergurgl, Reutte, Wörgl und Zams. In: Berichte des naturwissenschaftlichen-medizinischen Verein Innsbruck. 94, 2007, S. 7–29 (zobodat.at [PDF; 465 kB]).
- mit Inez Bortenschlager: Pollenflug 2007 in Tirol (Österreich): Innsbruck, Lienz, Obergurgl, Reutte, Wörgl und Zams. In: Berichte des naturwissenschaftlichen-medizinischen Verein Innsbruck. 95, 2008, S. 7–26.
- mit Inez Bortenschlager: Pollenflug 2008 in Tirol (Österreich): Innsbruck, Lienz, Obergurgl, Reute, Wörgl und Zams. In: Berichte des naturwissenschaftlichen-medizinischen Verein Innsbruck. 96, 2010, S. 7–26.
- mit Inez Bortenschlager: Pollenflug 2009 in Tirol (Österreich) Innsbruck, Lienz, Obergurgl, Reutte, Wörgl und Zams. In: Berichte des naturwissenschaftlichen-medizinischen Verein Innsbruck. 97, 2011, S. 7–25.